# Tappan Company
Tappan Company es una empresa estadounidense fabricante de cocinas, campanas y estufas.

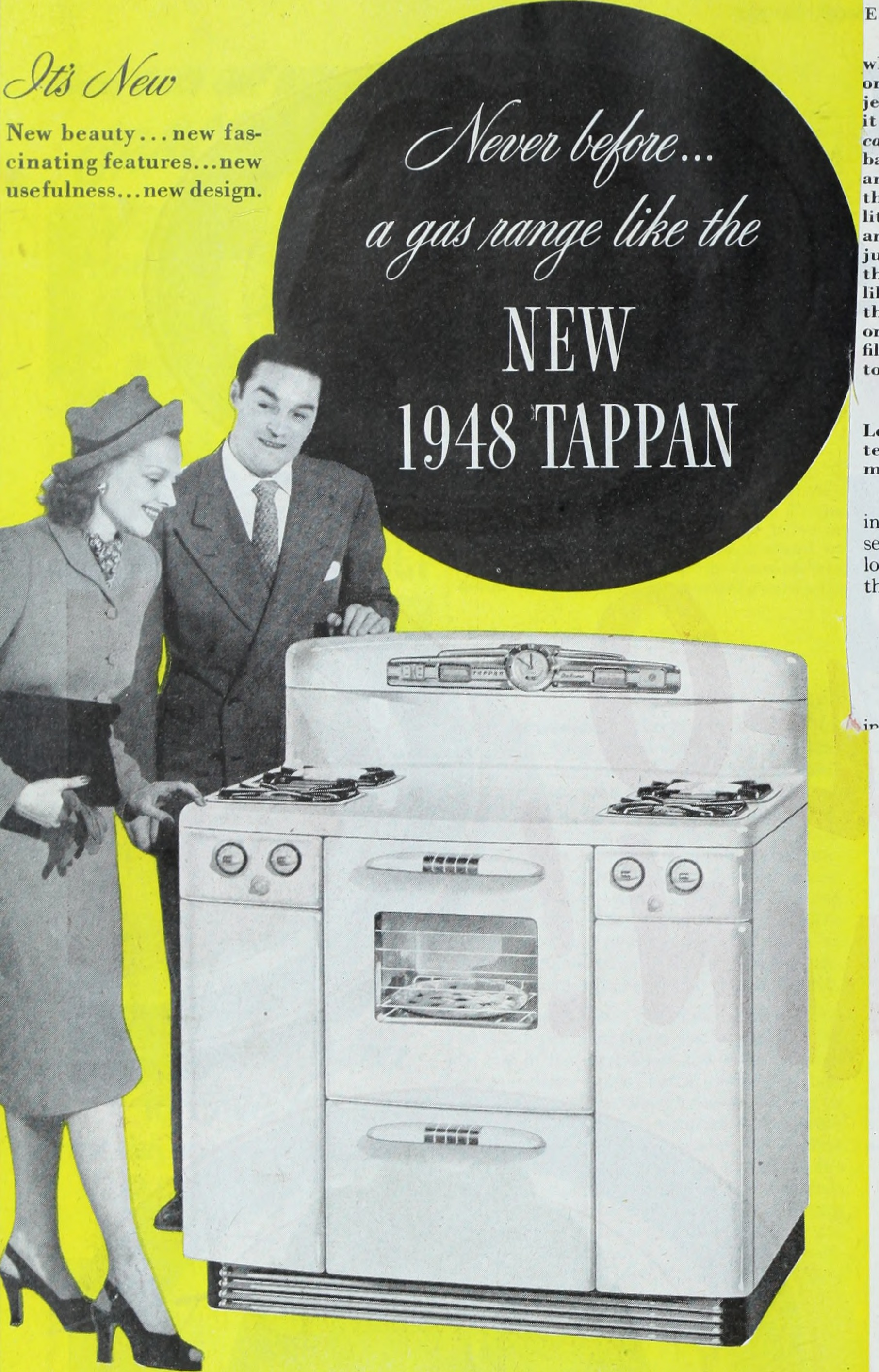
Modelo de la época

## Historia
La larga historia de Tappan comienza en 1881, en Bellaire, Ohio bajo el nombre Ohio Foundry Company (Empresa de Fundición de Ohio) cuando su fundador, William J. Tappan vendía puerta a puerta estufas de hierro fundido procedente de carruajes tirados por caballos. En 1889 la compañía se traslada a Mansfield, Ohio, y toma el nombre de Empresa de Estufas Eclipse. Poco después adopta el nombre con que hoy se le conoce.
A medida que la compañía crecía lo hacía también su excelente reputación en la cocina. Durante las dos guerras mundiales el gobierno pidió a Tappan que desarrollara los equipos de cocina para los militares.
Tappan fue el responsable de haber sido el primero en desarrollar varias mejoras sustanciales en la industria incluyendo las cocinas porcelanizadas lanzadas en varios colores en el año 1920 y la de encendido eléctrico para las estufas a gas que salían al mercado en 1960.  

### Horno microondas
En 1950Tappan revolucionó la forma como el mundo podía cocinar con la introducción del primer horno microondas con su modelo para uso casero.
La primera producción del horno microondas Tappan –un horno de 24 pulgadas- operaba a 220 voltios y se comercializó a un precio de 1200 dólares. Diez años más tarde Tappan lleva al mercado un centro de cocina de 30 pulgadas de ancho, el primer horno que integró en una sola unidad el horno convencional y el microondas. La Tappan Company se asocia con Electrolux en 1979.
- Datos: Q7684751